# Daniel Quinn (actor)
Daniel Quinn fue un actor de cine y teatro estadounidense nacido en Milwaukee, Wisconsin.
Su primer papel en Broadway fue interpretando a Riff en una versión de West Side Story de Jerome Robbins. Más tarde actuaría en Woman of the Year de Lauren Bacall, Out in America y The Rainmaker junto a Paul Sorvino. Entre las series de televisión en las que ha trabajado se encuentran The X-Files (1996), Monk (2005), Criminal Minds (2007), ER (1997), Crossing Jordan (2001), Baywatch (1989-1999) y NYPD Blue (1995, 2004).
Estudió actuación en la Academia de Arte dramático de Londres y en la Royal Shakespeare Company en Stratford-upon-Avon.
Falleció de un ataque al corazón el día 4 de julio de 2015.

## Filmografía
- Rubber (2010) ... Papá
- Hancock (2008) ... Convicto #8
- Raising Flagg (2006) ... Travis Purdy
- Miracle at Sage Creek (2005) ... Seth Keller
- Heads N TailZ (2005) ... Rabbit
- Project Viper (2002) (telefilme) ... Alan
- Living in Fear (2001) ... Art
- Spiders II: Breeding Ground (2001) ... Capitán Bigelow
- Slice & Dice (2000) ... Mike
- Little Pieces (2000) ... Brad
- Ajuste de cuentas (1998) ... Russell
- Angry Dogs (1997) ... Jason Reed
- The Avenging Angel (1995) (telefilme) ... Alpheus Young
- Scanner Cop (1994) ... Samuel Staziak
- Amerikanskiy Blyuz (1994) (telefilme) ... Franco
- The Last Outlaw (1993) (telefilme) ... Loomis
- Extreme Justice (1993) ... Bobby Lewis (Surfer)
- Lady Boss (1992) (telefilme) ... Emilio
- Motorama (1991) ... Billy
- Conagher (1991) (telefilme) ... Johnny McGivern
- Whore (1991) ... Hombre brutal
- The Chase (1991) (telefilme) ... Julian
- Corazón salvaje (1990) ... Cowboy joven
- Impulse (1990) ... Ted Gates
- So Proudly We Hail (1990) (telefilme) ... Dwayne
- Dance to Win (1989) ... Francis Picasso
- Dead Bang (1989) ... James Ellis